# Müjde Ar
Kamile Suat Ebrem dite Müjde Ar, née le 21 juin 1954 à Istanbul, est une actrice turque.

## Filmographie partielle

### Cinéma
- 1975 : Köçek : Caniko
- 1975 : Pisi Pisi de Zeki Ökten : Ayşin
- 1976 : Tosun Paşa : Leyla
- 1976 : Mağlup Edilemeyenler d'Atıf Yılmaz : Aysel
- 1977 : Gülen Gözler d'Ertem Eğilmez : İsmet
- 1978 : Kibar Feyzo d'Atıf Yılmaz : Gülo
- 1980 : Kır Gönlünün Zincirini de Şerif Gören : Ebru
- 1981 : Ah Güzel İstanbul d'Ömer Kavur
- 1982 : Le Lac : Emine
- 1986 : Dul Bir Kadın d'Atıf Yılmaz : Suna
- 1986 : Teyzem de Halit Refiğ : Üftade
- 1986 : Aaahh Belinda : Serap
- 1986 : Asılacak Kadın de Başar Sabuncu : Melek
- 1989 : Arabesk d'Ertem Eğilmez : Müjde
- 1994 : Yolcu de Başar Sabuncu
- 1997 : Ağır Roman de Mustafa Altıoklar : Tina
- 2000 : Dar Alanda Kısa Paslaşmalar de Serdar Akar : Aynur

### Télévision
- 1975 : Aşk-ı Memnu (d'après le roman de Halid Ziya Uşaklıgil) : Bihter
- 2000 : Karakolda Ayna Var : Cemile
- 2013 : Aşk Ekmek Hayaller

## Distinctions
- Festival international du film d'Antalya 1986 : orange d'or de la meilleure actrice pour Aaahh Belinda
- Festival international du film d'Antalya 1993 : orange d'or de la meilleure actrice pour Yolcu